# Éjszakai műszak (könyv)
Az Éjszakai műszak (Night Shift) Stephen King első, 1978-ban megjelent novellagyűjteménye, amely – John D. MacDonald és King bevezetőjén kívül – húsz korai történetet tartalmaz. Magyarul először az Európa Könyvkiadónál jelent meg a mű, Müller Bernadett fordításában, 2001-ben. Néhány novella már korábban megjelent a Galaktika című folyóiratban.

## Tartalom
- Bevezető (Introduction)
- Előszó (Foreword)
- Jerusalem's Lot (Jerusalem's Lot)
- Éjszakai műszak (Graveyard Shift) – ebből készült az 1990-es Éjszakai műszak c. film
- Éjszakai hullámverés (Night Surf)
- Az átjáró (I Am the Doorway)
- A mángorló (The Mangler) – ebből készült A mángorló c. film
- A mumus (The Boogeyman) - ebből készült a 2023-as ”A Mumus” c. film
- A szürke anyag (Gray Matter)
- Csatatér (Battleground)
- Kamionok (Trucks) (ebből készült Maximális túlhajtás c. film is.)
- Néha visszatérnek (Sometimes They Come Back) – ebből készült A visszatérők c. film
- Indián tél (Strawberry Spring)
- A párkány (The Ledge)
- A fűnyíróember (The Lawnmower Man)
- Leszoktató Rt. (Quitters, Inc.)
- Én tudom, mire van szükséged (I Know What You Need)
- A Kukorica Gyermekei (Children of the Corn)
- Az utolsó létrafok (The Last Rung on the Ladder)
- Aki a virágot szereti… (The Man Who Loved Flowers)
- Még egyet útravalónak (One for the Road)
- A 312-es szoba (The Woman in the Room)

## Magyarul
- Éjszakai műszak; ford. Müller Bernadett; Európa, Bp., 2001

## Érdekességek
A húsz novellából tizenegy 1970 és 1975 között az amerikai The Cavalier című férfimagazinban jelent meg. A többi korábban a Penthouse, Cosmopolitan és Gallery magazinokban volt olvasható.